# Tympanoctomys
Tympanoctomys és un gènere de rosegadors de la família dels octodòntids. Fou considerat un grup monotípic fins a mitjans de la dècada del 2010, quan es descrigué l'espècie T. kirchnerorum i s'hi assignà l'espècie T. loschalchalerosorum, anteriorment classificada al seu propi gènere. Es tracta d'animals nocturns i solitaris que construeixen caus complexos i s'alimentes de plantes halòfites.